# ナショナル・ボード・オブ・レビュー賞 (1929年)
「ナショナル・ボード・オブ・レビュー賞（1929年）」は1929年にナショナル・ボード・オブ・レビューが選出した賞である。

## 受賞一覧
トップ10(アルファベット順)
- 『喝采』 - Applause
- 『ブロードウェイ』 Broadway
- 『ブルドッグ・ドラモンド』 Bulldog Drummond
- 『女の一生』 The Case of Lena Smith
- 『ディズレーリ』 Disraeli 
- 『ハレルヤ』 Hallelujah! 
- 『手紙』 The Letter
- 『ラヴ・パレード』 The Love Parade
- Paris Bound
- The Valiant 

外国語映画賞(トップ5 アルファベット順)
- Arsenal  ソビエト連邦
- 『裁かるるジャンヌ』 La Passion de Jeanne d'Arc  フランス
- 『十月』 October: Ten Days That Shook the World　 ソビエト連邦
- 『ピカデリー』 Piccadilly　 イギリス
- Homecoming  ドイツ